# Irving (priimek)
Irving je priimek več znanih oseb:
- Amy Irving (*1953), ameriška igralka
- Edward Irving (1792—1834), škotski teolog
- George Irving (1874—1961), ameriški igralec in režiser
- Henry Irving (1838—1905), angleški igralec
- John Irving (*1942), ameriški pisatelj
- Robert Irving (*1928), ameriški likovni umetnik
- Washington Irving (1783 - 1859), ameriški pisatelj